# Square Kilometre Array

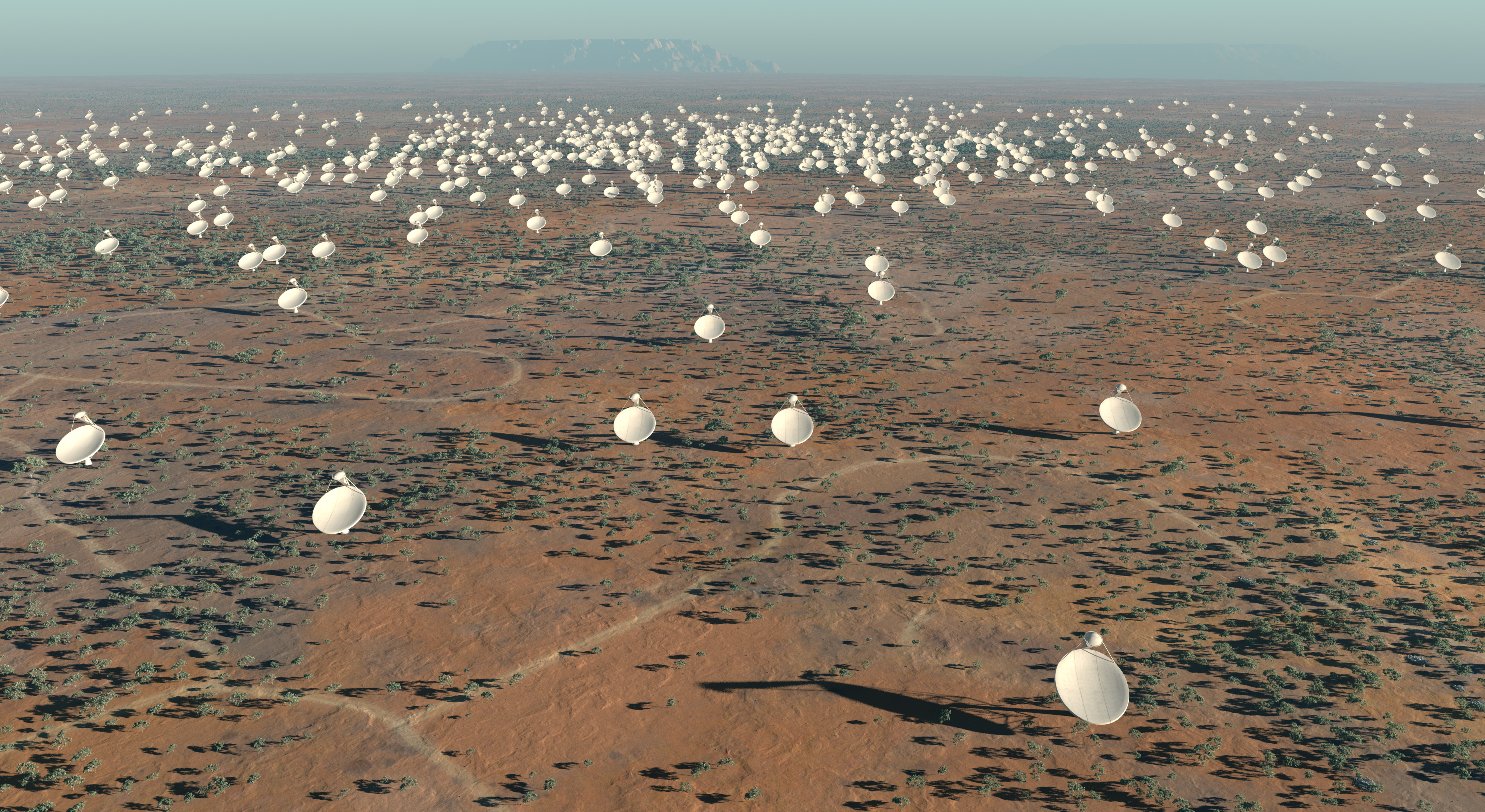
Artystyczna wizja centralnego rdzenia radioteleskopów Square Kilometre Array

Państwa współuczestniczące w projekcie SKA

Square Kilometre Array (SKA) – budowana sieć radioteleskopów o całkowitej powierzchni jednego kilometra kwadratowego. SKA jest oparta na międzynarodowej współpracy 20 krajów, których celem jest udzielenie odpowiedzi na podstawowe pytania dotyczące ewolucji i pochodzenia Wszechświata. 
SKA będzie działać w zakresie częstotliwości od 70 MHz do 10 GHz oraz będzie 50 razy bardziej czuła niż jakikolwiek radioteleskop powstały do 2013 roku. Będzie to wymagało bardzo wydajnych centralnych silników obliczeniowych, a także długodystansowych połączeń o przepustowości dziesięciokrotnie większej od światowego ruchu internetowego w 2013 roku. Dzięki temu będzie można badać niebo ponad dziesięć tysięcy razy szybciej niż obecnie (stan na 2013). 

## Lokalizacja
Sieć SKA zostanie zbudowana na półkuli południowej w Republice Południowej Afryki i Australii, gdzie obserwacja naszej galaktyki, Drogi Mlecznej jest najprostsza i gdzie emisja interferencji elektromagnetycznej jest najmniejsza. 
W kwietniu 2011 roku, Jodrell Bank Observatory należące do Uniwersytetu Manchesteru, zostało wybrane jako lokalizacja siedziby głównej projektu. 

## Historia
Budowa SKA miała się rozpocząć w 2016 roku, zakończyć w 2024 roku, a w międzyczasie, w 2020 roku miały zostać przeprowadzone pierwsze obserwacje. Budżet przedsięwzięcia wynosił 1,5 mld euro. 
W 2020, po siedmiu latach prac projektowych i prototypowych, International Centre for Radio Astronomy Research (ICRAR) zakończyło przygotowania do budowy. W lipcu 2019 roku z projektu wycofała się Nowa Zelandia. Budowa rozpoczęła się 5 grudnia 2022 roku, nie należy oczekiwać obserwacji naukowych wcześniej niż w 2027.